# Szügyi Kálmán
Szügyi Kálmán (Budapest, 1888. szeptember 7. – Budapest, 1943. november 17.) magyar operaénekes (tenor). 

## Életpályája
Énektanulmányait a Fodor Zeneiskolában, majd De Santis énekmester mellett végezte el. 1916–1917-es évadban a Magyar Királyi Operaház ösztöndíjasa, 1917–1943 között magánénekese volt.

## Családja
Szülei Szügyi Ferenc és Novák Mária voltak. Felesége Karch Margit, fia Szügyi Zoltán (1916–1943) színész volt.
Sírja a Farkasréti temetőben található (10/1-1-346).

## Szerepei

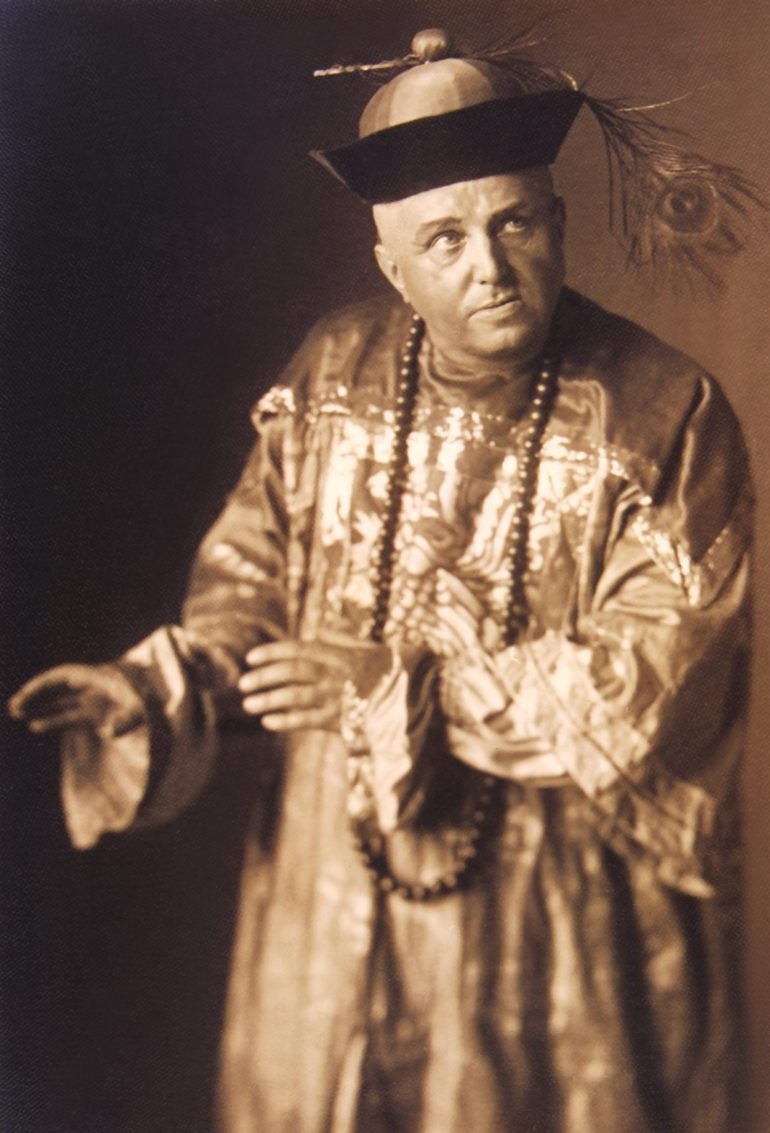
1927-ben a Turandot Pangjaként (Vajda M. Pál felvétele)

- Mozart: Figaro házassága – Basilio
- Verdi: Falstaff – Fenton
- Offenbach: Hoffmann meséi – Nathanael, diák
- Verdi: Rigoletto – Borsa
- Saint-Saens: Sámson és Delila – I. filiszteus katona
- Delibes: Lakmé – Domben
- Nicolai: A windsori víg nők – Fenton
- Strauss: A rózsalovag – Olasz énekes/Vendéglős
- Gluck: A rászedett kádi – Nuradin
- Sztojanovits Jenő: Otelló mesél – Egy suhanc
- Thomas: Mignon – Meister Vilmos
- Ábrányi Emil: Don Quijote – Araquil
- Meyerbeer: Dinorah – Arató
- Puccini: Tosca – Spoletta
- Meyerbeer: Hugenották – De Cossé
- Kienzl: A bibliás ember – Jancsi
- Korngold: Violanta – Matteo
- Gajáry István: A makrancos herceg – A herceg
- Poldini Ede: A csavargó és a királyleány – A herceg
- Zichy Géza: Nemo – Komáromy János
- Wagner: A nürnbergi mesterdalnokok – Kurz Vogelgesang
- Bizet: Carmen – Remendado
- Strauss: Ariadné Naxosz szigetén – Scaramuccio
- Halévy: A zsidónő – Leopold
- Krausz Mihály: Marika – Ispán
- Puccini: Pillangókisasszony – Goro
- Wagner: Tannhäuser – Heinrich der Schreiber
- Erkel Ferenc: Hunyadi László – V. László, magyar király
- Wagner: Trisztán és Izolda – Pásztor/Melot
  - A Rajna kincse – Froh
- Adam: A nürnbergi baba – Donathan
- Beethoven: Fidelio – Jacquino
- Strauss: A denevér – Alfréd/Blind
- Rékai Nándor: György barát – János Zsigmond
- Meyerbeer: Észak csillaga – Skavronszky György
- d'Albert: A holt szemek – Ktezifar
- Puccini: A köpeny – Szerelmespár/Csuka
- Strauss: Salome – II. zsidó
- Poldini Ede: Farsangi lakodalom – Első úrfi
- Wagner: Parsifal – III. apród
- Hubay Jenő: Karenina Anna/Anna Karenina – Jasvin hadnagy
- Puccini: Manon Lescaut – Edmund
- Rossini: A sevillai borbély – Fiorillo
- Mozart: A varázsfuvola – Monostatos
- Strauss: A cigánybáró – Ottokár
- Wagner: A bolygó hollandi – A kormányos
- Szántó Tivadar: Tájfun – Hironari
- Wagner: Siegfried – Mime
- Mozart: Szöktetés a szerájból – Pedrillo
- Puccini: Gianni Schicchi – Gherardo
- Kodály Zoltán: Háry János – A diák/Napóleon
- Gluck: Május királynője – Monsoupir márki
- Puccini: Turandot – Pang
- Siklós Albert: A hónapok háza – Április
- Schubert: Cselre cselt – Ferdinand
- Dohnányi Ernő: A tenor – Krey
- Verdi: A végzet hatalma – Mastro Trabucco
- Zandonai: Francesca da Rimini – Ser Toldo Berardengo
- Puccini: A Nyugat lánya – Harry
- Muszorgszkij: Borisz Godunov – Miszail
- Erkel Ferenc: István király – Endre
- Lehár Ferenc: A mosoly országa – Főeunuch
- Wolf-Ferrari: Sly – Indián
- Kacsóh Pongrác: János vitéz – A francia király
- Malipiero: A hamis Harlekin – Don Pauluccio
- Csajkovszkij: Anyegin – Triquet
- Verdi: Otello – Rodrigo
- Offenbach: Banditák – Pietro
- de Lara: A fehér vitorlás – Acuto
- lehár Ferenc: Giuditta – Kocsmáros
- Planquette: Rip van Winkle – Bill/Nick
- Zádor Jenő: Azra – Hasszán
- Muszorgszkij: Hovanscsina – Egy írnok